# Landhaus Eduard-Bilz-Straße 23 (Radebeul)
Das Landhaus Eduard-Bilz-Straße 23 steht im Stadtteil Oberlößnitz der sächsischen Stadt Radebeul. Das mit einer unterkellerten Gartenlaube, der Einfriedung und der Pforte unter Denkmalschutz stehende Wohngebäude von „[m]alerischer Baukörperbildung“ errichtete 1905/1906 die Baufirma „Gebrüder Ziller“. Die Entwurfsunterlagen sind von ihrem Technischen Leiter, dem Architekten Max Steinmetz, unterzeichnet. Aufgrund der Stilisierung des Hauses wurde auch schon der Architekt Oskar Menzel als ursprünglicher Entwerfer vermutet.

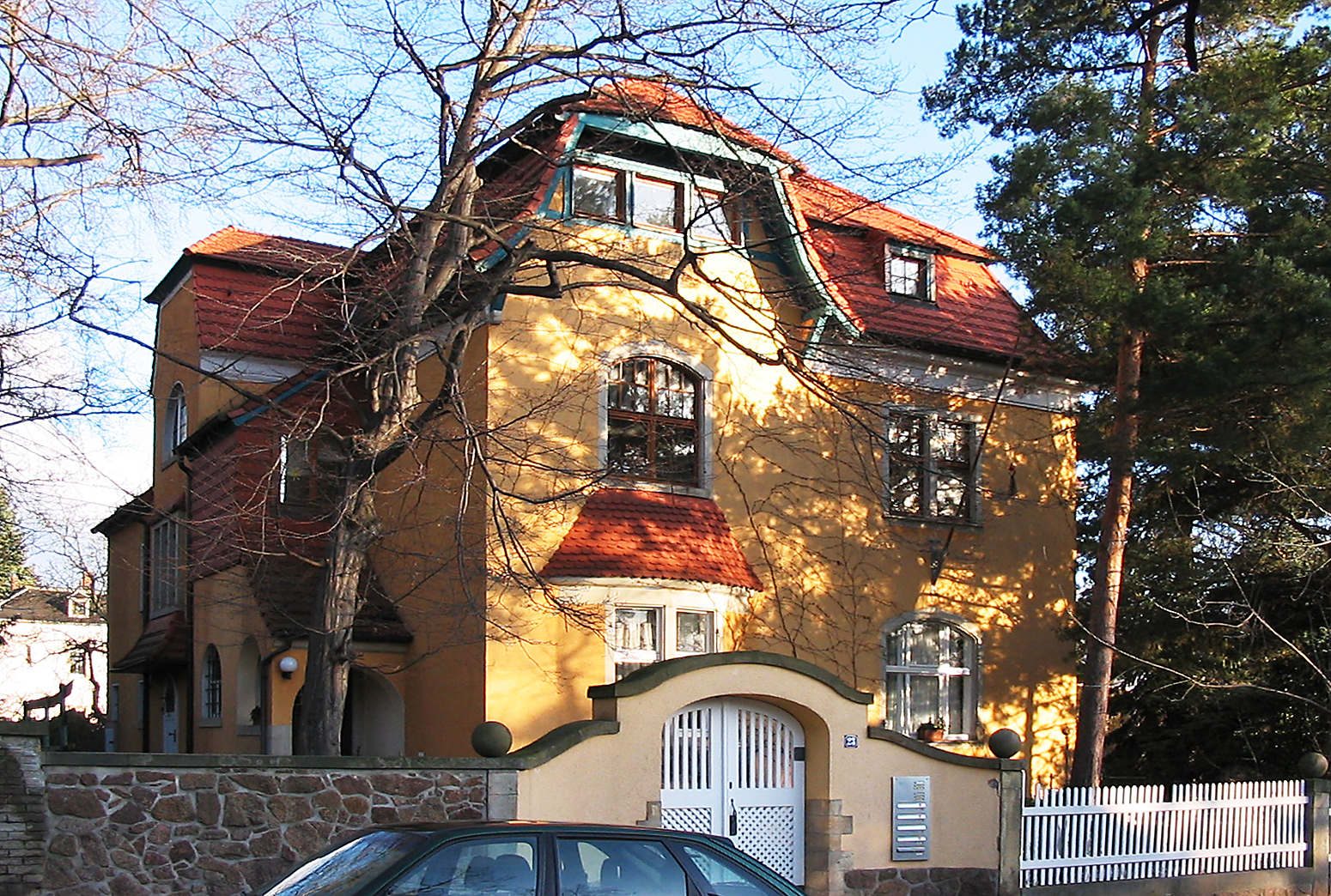
Landhaus Eduard-Bilz-Straße 23

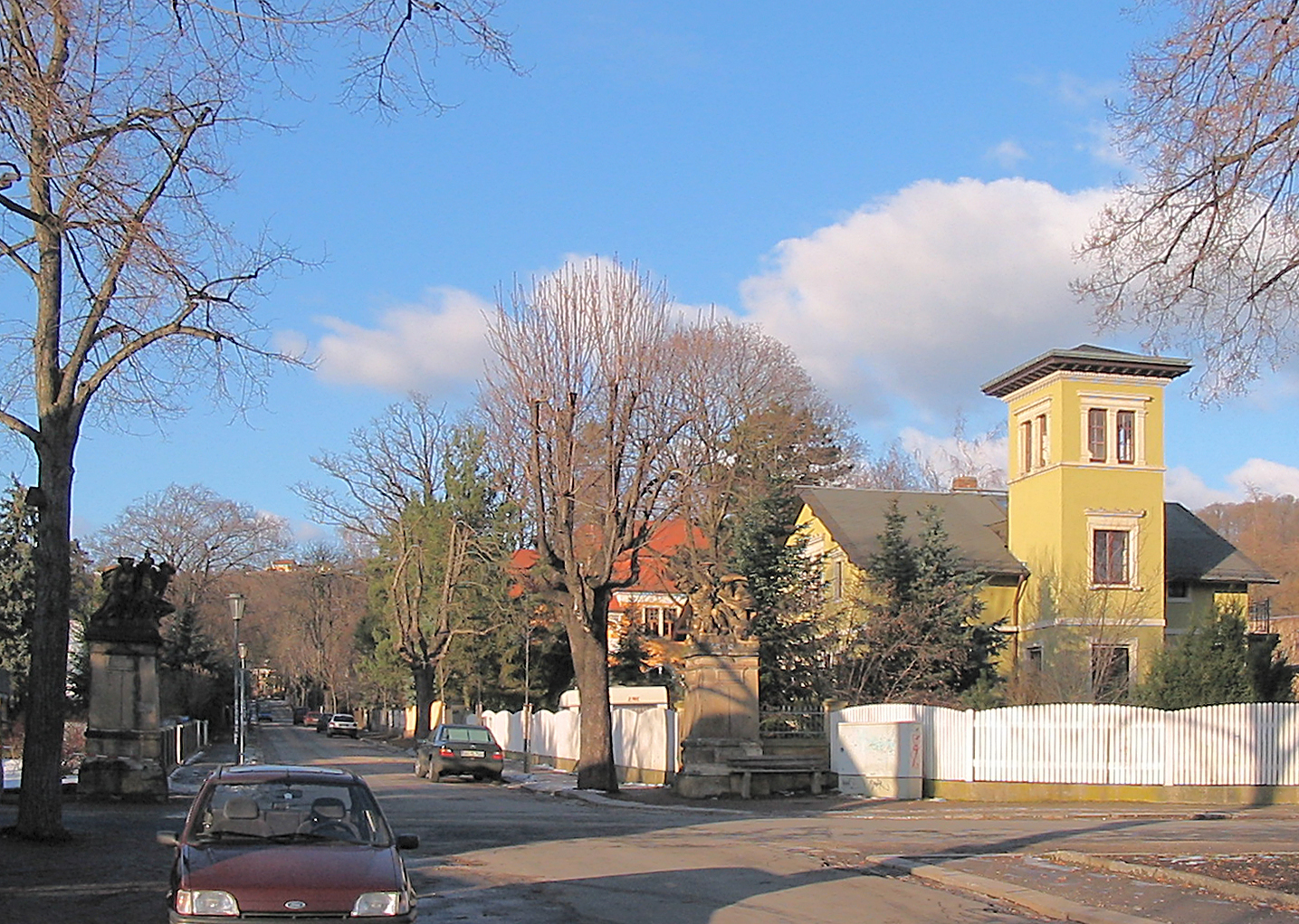
Eduard-Bilz-Straße 23 direkt hinter dem Sophienhof und der Figurengruppe am Beginn der Straße

## Beschreibung
Das größere Landhaus zeigt „[b]arockisierende Formen, jedoch [auch] sachliche Zitate der Reformbaukunst“. Der zweigeschossige Winkelbau mit Innenecke nach Südwesten (rechte Rückseite von der Straße aus) steht auf einem Bruchsteinsockel mit Sandstein-Eckeinfassungen und hat ein hohes, ziegelgedecktes Mansarddach mit Gauben sowie einem dreigeschossigen Giebel in der linken Straßenansicht. In diesem befinden sich im obersten Stockwerk drei quadratische Holzfenster in Reihung. In der Fassade darunter finden sich im Obergeschoss links ein Stichbogenfenster und rechts ein rechteckiges Zwillings-Koppelfenster, im Erdgeschoss links ein dreifenstriger Erker mit einem ziegelgedeckten Kegelstumpfdach, rechts ein Stichbogenfenster. Zwischen den Geschossen rechts befindet sich ein geschmiedeter Flaggenhalter.
Die Fassaden sind für ihre Zeit typisch mit farbigem Rauputz versehen, das kräftige Traufgesims zeigt eine reiche Stuckgliederung. Die Mehrzahl aller Fenster, die unterschiedliche Formen und unterschiedliche Teilungen aufweisen, wird durch Gewände aus Sandstein eingefasst.
In der linken Seitenansicht steht ein Treppenhausrisalit mit angewalmtem Dach, der Nebeneingang wird durch ein kleines Ziegeldach geschützt. Davor steht in der Nordwestecke ein zweigeschossiger Eingangsvorbau mit holzverschaltem Obergeschoss und Schleppdach, der Eingang selbst durch einen ebenfalls durch ein Schleppdach geschützten Rundbogen.
In der rechten Seitenansicht steht eine zweigeschossige Veranda mit altdeutschen Scheiben im Erdgeschoss, das Obergeschoss aus Holz ist „zierlich[…] gesägt[…]“, darüber befindet sich ein Walmdach.
Die Einfriedung erfolgt teils durch eine Syenit-Bruchsteinmauer, teils durch einen Lattenzaun über Bruchsteinsockel zwischen Sandsteinsäulen mit Kugeln. Dazwischen steht vor der linken Seite des Hauses ein gemauertes und verputztes Korbbogentor mit Lattentür, obenauf eine geschwungene Sandsteinabdeckung mit Kugeln.